# Cerkiew św. Aleksandry w Turku

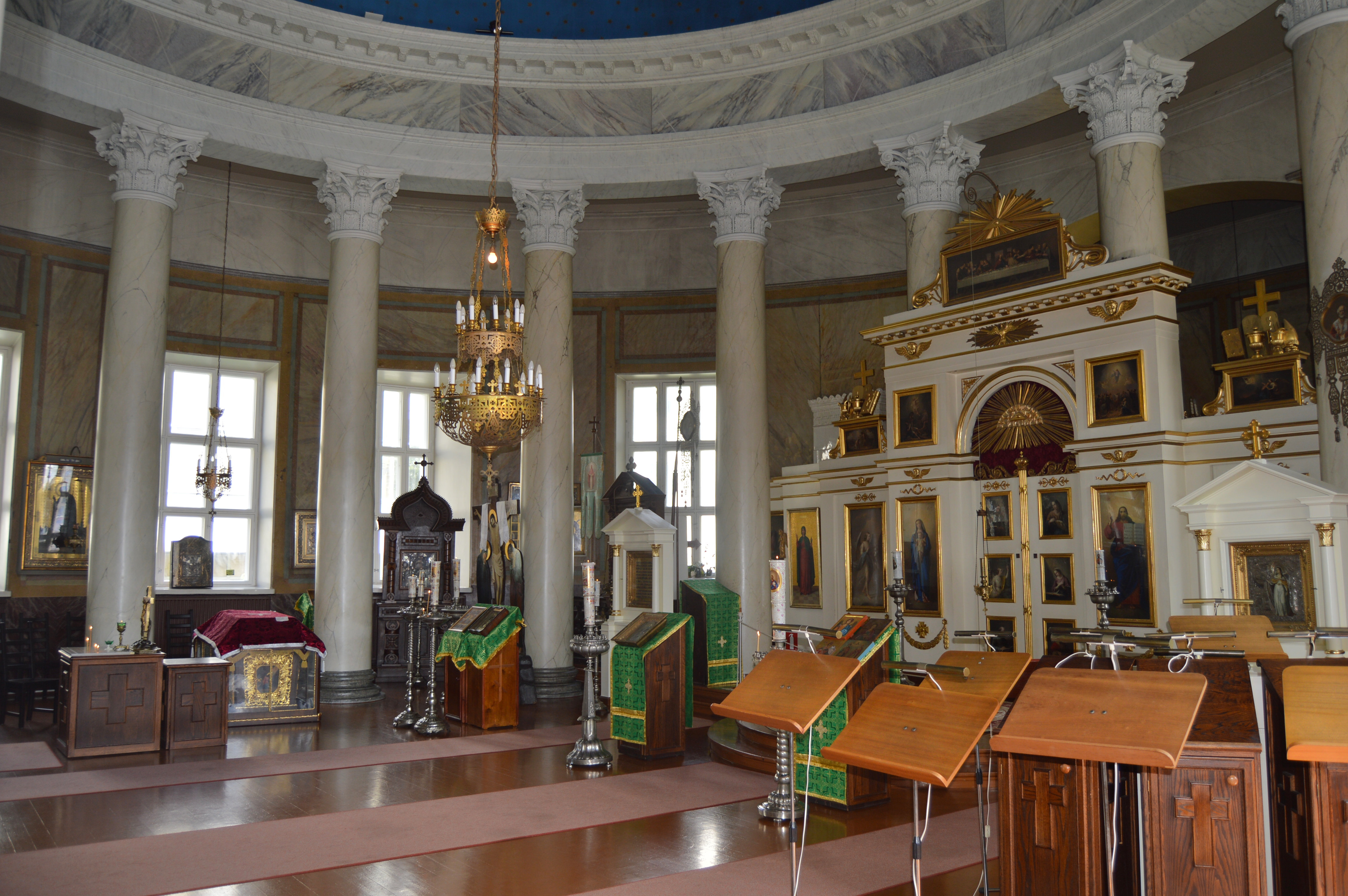
Ikonostas

Cerkiew św. Aleksandry – prawosławna cerkiew w Turku, w eparchii helsińskiej Fińskiego Kościoła Prawosławnego.
Cerkiew została wzniesiona w latach 1839–1846 według projektu Carla Engla, w stylu klasycystycznym. Inspiracją dla jej wyglądu był rzymski Panteon; podobnie jak on świątynia została wzniesiona na planie koła z czterema portykami. Świątynię zbudowano na centralnym placu Turku, na miejscu, gdzie pierwotnie projektowana była budowa ratusza. Decyzję o takiej lokalizacji świątyni podjął Senat Wielkiego Księstwa Finlandzkiego, chcąc uhonorować fundatora budynku – cara Mikołaja I. Zdaniem Piotra Paszkiewicza cerkiew miała sygnalizować potęgę Rosji i jej przewagę w rywalizacji ze Szwecją o wpływy w Skandynawii.